# 태항호
태항호(1983년 7월 22일 ~ )는 대한민국의 배우이다.

## 학력
- 장전초등학교
- 부곡중학교
- 지산고등학교
- 신라대학교 광고홍보학과

## 출연작

### 드라마
- 《포세이돈》(2011년, KBS2)
- 《할 수 있는 자가 구하라》(2012년, MBC Every 1)
- 《울랄라 부부》(2012년, KBS2) - 타월남 역
- 《KBS 드라마 스페셜 - 내 낡은 지갑 속의 기억》(2013년, KBS2) - 의붓 아버지 역
- 《드라마 페스티벌 - 소년, 소녀를 다시 만나다》(2013년, MBC) - 종원 역
- 《응답하라 1994》(2013년, tvN) - 의예과 선배 역
- 《미스코리아》(2014년, MBC) - 건달 역
- 《천상여자》(2014년, KBS2) - 기도 역
- 《빛나는 로맨스》(2014년, MBC) - 보조 역
- 《감격시대》(2014년, KBS2) - 문복 역
- 《강구 이야기》(2014년, SBS) - 홍기 역
- 《괜찮아, 사랑이야》(2014년, SBS) - 양태용 역
- 《전설의 마녀》(2014년, MBC) - 김 사장 역
- 《피노키오》(2014년, SBS) - 차우철 역
- 《신분을 숨겨라》(2015년, tvN) - 승균 역
- 《오 나의 귀신님》(2015년, tvN) - 윤철민 역
- 《고품격 짝사랑》(2015년, 웹드라마) - 짐승남 역
- 《부탁해요, 엄마》(2015년, KBS2) - 박계태 역
- 《육룡이 나르샤》(2015년, SBS) - 원나라사신 부사 역
- 《내일도 승리》(2015년, MBC) - 강민철 역
- 《마이 리틀 베이비》(2016년, MBC) - 서장훈 역
- 《딴따라》(2016년, SBS)
- 《함부로 애틋하게》(2016년, KBS2)
- 《구르미 그린 달빛》(2016년, KBS2) - 도기 역
- 《미씽9》(2017년, MBC) - 태호항 역
- 《빙구》(2017년, MBC) - 노점상 역(특별출연)
- 《명불허전》(2017년, tvN) - 민병기 역
- 《밥상 차리는 남자》(2017년, MBC) - 노지심 역
- 《드라마 스테이지 - 우리 집은 맛나 된장 맛나》(2018년, tvN)
- 《위대한 유혹자》(2018년, MBC) - 마테오 신부 역
- 《기름진 멜로》(2018년, SBS) - 임걱정 역
- 《황후의 품격》(2018년, SBS) - 나왕식 역(특별출연)
- 《보이스 3》(2019년, OCN) - 전창수 역
- 《KBS 드라마 스페셜 - 웬 아이가 보았네》(2019년, KBS2) - 순호 역
- 《좀비탐정》(2020년, KBS2) - 이성록 역
- 《구미호 레시피》(2021년, KBS1) - 김춘성 역
- 《모범택시》(2021년, SBS) - 박주찬 역
- 《펜트하우스 3》(2021년, SBS) - 판사 역 (특별출연)
- 《태종 이방원》(2021년, KBS1) - 이화상 역
- 《월수금화목토》 (2022년, tvN) - 최상혁 역 (특별출연)
- 《7인의 탈출》(2023년, SBS) - 명주여고 이사장 아들 역 (특별출연)
- 《운수 오진 날》 (2023년, TVING) - 양승택 역
- 《크래시》 (2024년, ENA) - 강창석 역
- 《개소리》(2024년, KBS2) - 육동구 역
- 《메리 킬즈 피플》 (2025년, MBC) - 부 형사 역

### 영화
- 《박수건달》(2012년) - 계파보스 부하 역
- 《파파로티》(2012년) - 노래방조폭 1 역
- 《자칼이 온다》(2012년) - 성주서형사 2 역
- 《염력》(2018년) - 민사장부하 역 (본작의 서브 빌런이자 중간 보스)
- 《인간의 시간》(2018년) - 조폭 3 역
- 《결백》(2020년) - 양 순경 역
- 《이 안에 외계인이 있다》(2021년) - 태하명 역
- 《파이프라인》(2021년) - 큰삽 역
- 《더러운 돈에 손대지 마라》(2024년) - 신기철 역

### 연극
- 2015년 《늘근도둑이야기》 - 덜 늘근도둑 역

## 뮤지컬
- 2023년 《드림하이》 - 마두식 역 (2023.5.13 ~ 2023.7.23 광림아트센터 BBCH홀)

### 예능
- 《런닝맨》(2017년 360회 7월23일~361회 7월30일) - 게스트 with 박근식, 조세호, 김종명, 천성문, 손나은, 전욱민, 김수용
- 《범인은 바로 너!》(2018년) - 만물상 주인 역

## 수상 및 후보
| 연도 | 시상식       | 부문                 | 작품             | 결과 |
| ---- | ------------ | -------------------- | ---------------- | ---- |
| 2019 | KBS 연기대상 | 남자 연작 · 단막극상 | 웬 아이가 보았네 | 후보 |